# Nécsey József
Nécsey József (Oszlány, 1842. augusztus 27. – Verebély, 1929. január 17.) verebélyi postamester, régiséggyűjtő, múzeumalapító.

## Élete
Oszlányi német anyanyelvű nemesi családból származott. Apja Nichey János szabadságharcos, gyűjtő, anyja Hyross Antónia.
Alapfokú iskoláit Oszlányban és Németprónán végezte, majd Privigyén és Nyitrán a piarista gimnázium diákja volt. Felsőfokú képzésre apja Selmecbányára, a bányászati iskolába küldte. Már ekkor felfigyelt a régészeti leletekre, melyek szorgalmas gyűjtőjévé vált. Szakmai útkeresése során 1859-ben gyógyszerészgyakornok is volt Trencsénbánban, ahol dr. Keőtől botanikát és florisztikát is tanult.
1862. szeptember 16-án sikeres postamesteri vizsgát tett Pozsonyban, majd több postán dolgozott. 1863-ban a szlovák nyelv ismeretének köszönhetően a Matica slovenská által szervezett turócszentmártoni tudományos találkozóra rendelték postatisztnek. Itt ismerkedett meg a megye adminisztrátorával, gróf Nemes Alberttel és fontos politikai és tudományos kapcsolatokra tett szert. Ezután Izsákra helyezték, ahol megismerkedett feleségével, Agárdy Ilonával (Ida). 1866-ban házasodtak össze. Itt mélyítette el magyar nyelvi ismereteit, majd rövid komáromi kitérő után 1869-ben bérbe vette a verebélyi királyi postaállomást, ahol közel 44 évig postamesterként dolgozott. Hivatalának köszönhetően vagyonát földbirtokba is befektette.
A Zsitva-mentén régiségeket és régészeti leleteket gyűjtött, melyek az 1927-ben alapított lévai Barsi Múzeum gyűjteményének alapjait képezték. Ezeket a városnak adományozta, melyet régészeti leletek, festmények (például fia István festményei), levéltári anyag, könyvek (körülbelül 1500 darab) és néprajzi tárgyak képeztek. A gyűjteményének eredetileg részét képező ásványtani és kőzetgyűjteményt a lévai piarista gimnáziumnak ajándékozta, ahol fiai is tanultak.
Ásatásokat folytatott többek között 1893–1894-ben a  zsitva-völgyi vasútépítés nyomvonalába eső verebélyi lelőhelyeken (Sütteő-birtok, Paphegy-dűlő), valamint 1896-ban a verebélyi Földvár területén. 1894-ben Szombathy István és Ruffy Pál környékezték meg, hogy Dillesz Sándor gyűjteménye mellett az övé is Aranyosmarótra kerüljön, végül csupán a verebélyi Köröspusztán kiásott bronzleletek kerültek oda, mivel a többit Lévára szánta. A Magyar Postatörténeti Múzeumnak is küldött különféle postatörténeti  emlékeket és tárgyakat. A Magyar Nemzeti Múzeumnak 1880-tól adományozott leleteket (például Csiffárról).
Fia a fiatalon elhunyt Nécsey István Bálint festőművész, madár- és lepkeillusztrátor. További gyermekei: Antónia Erzsébet Anna (1867), Béla, Ernő, Sarolta és László művészettörténész. Sarolta szellemileg visszamaradott volt, nem voltak gyermekei, míg Antónia Ausztráliába távozott. A többiek fiatalon és utód nélkül hunytak el. Családi kriptájuk a verebélyi szőlőhegyen található, ma egy étterem udvarán.

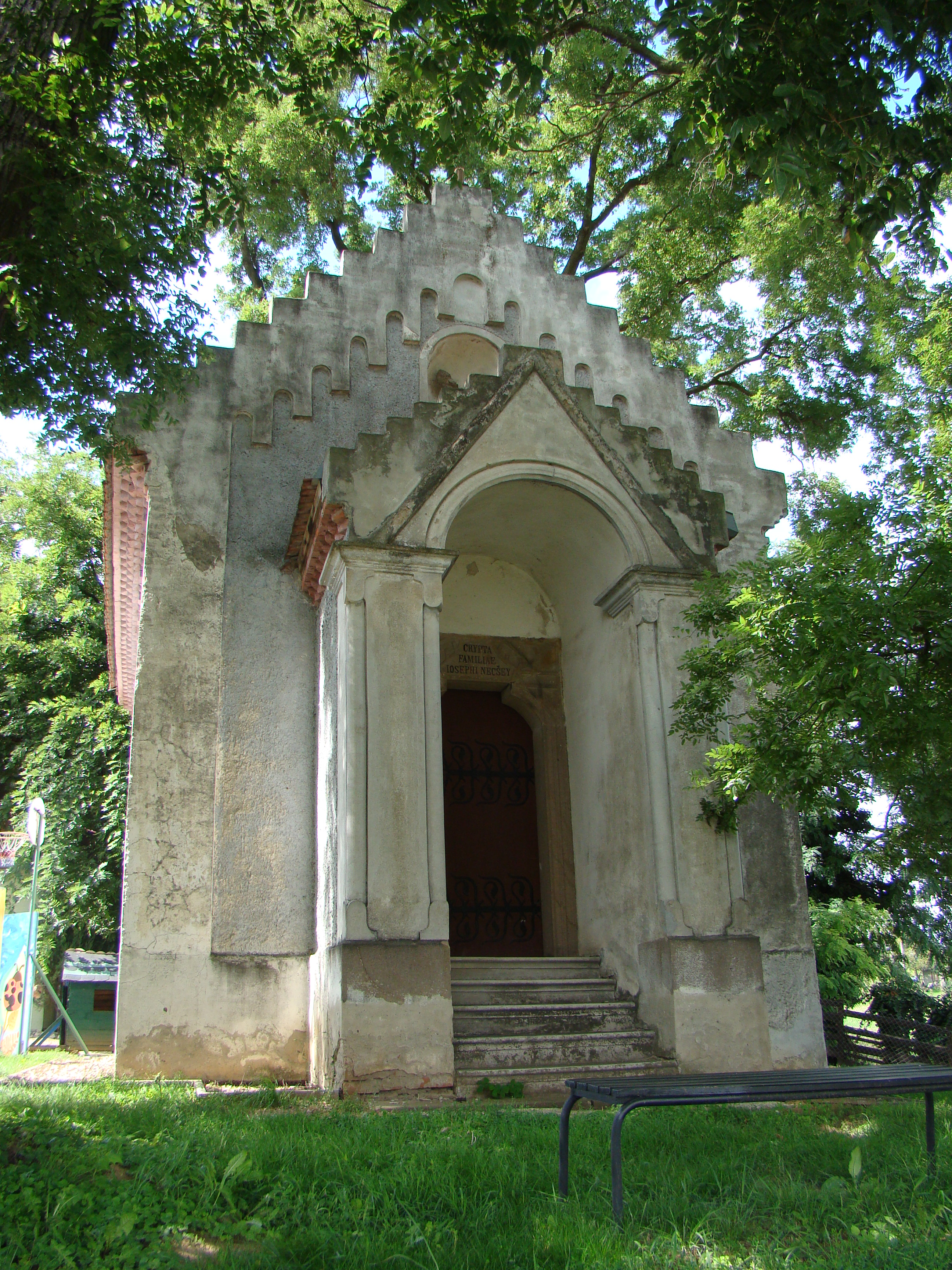
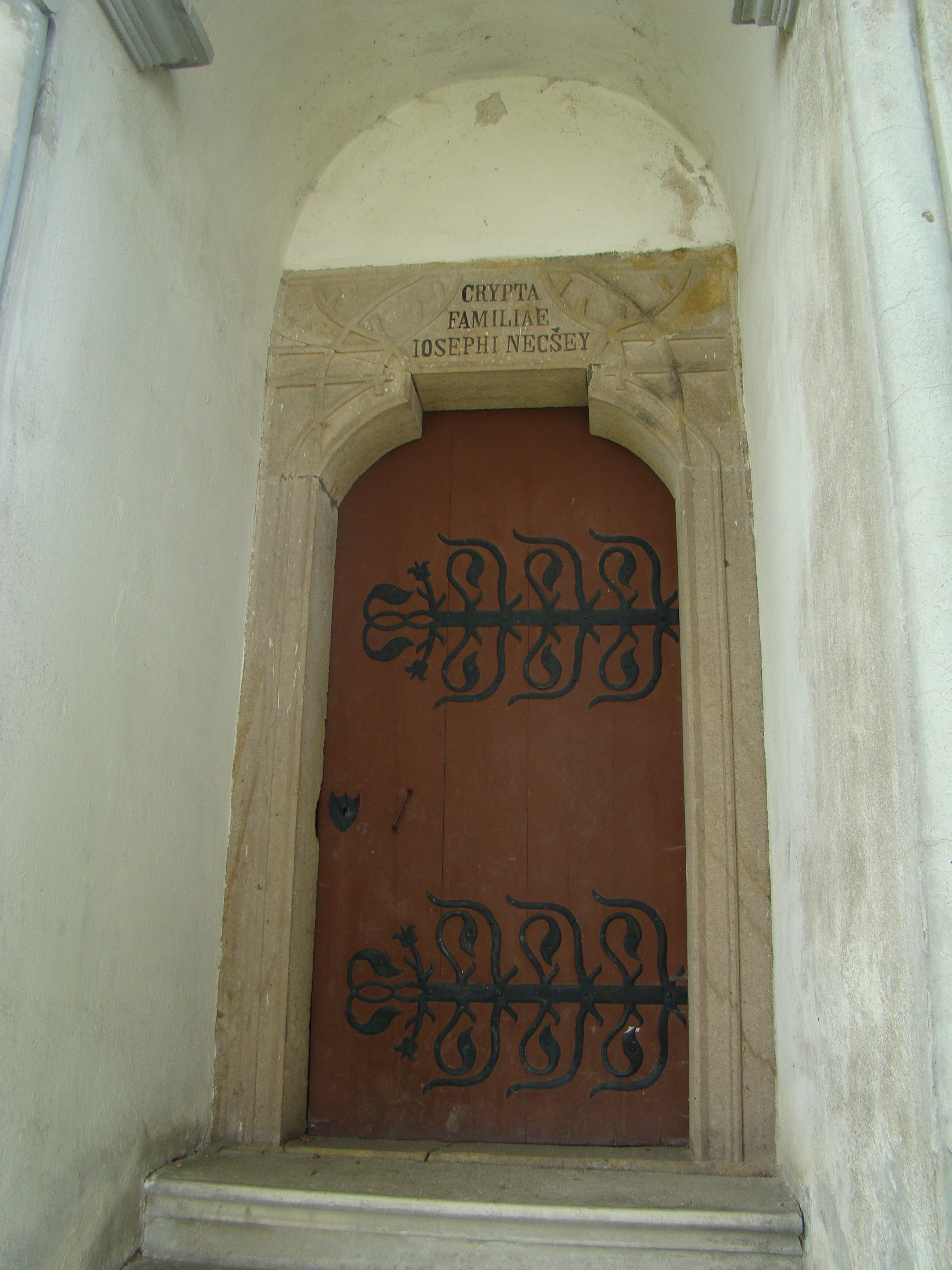
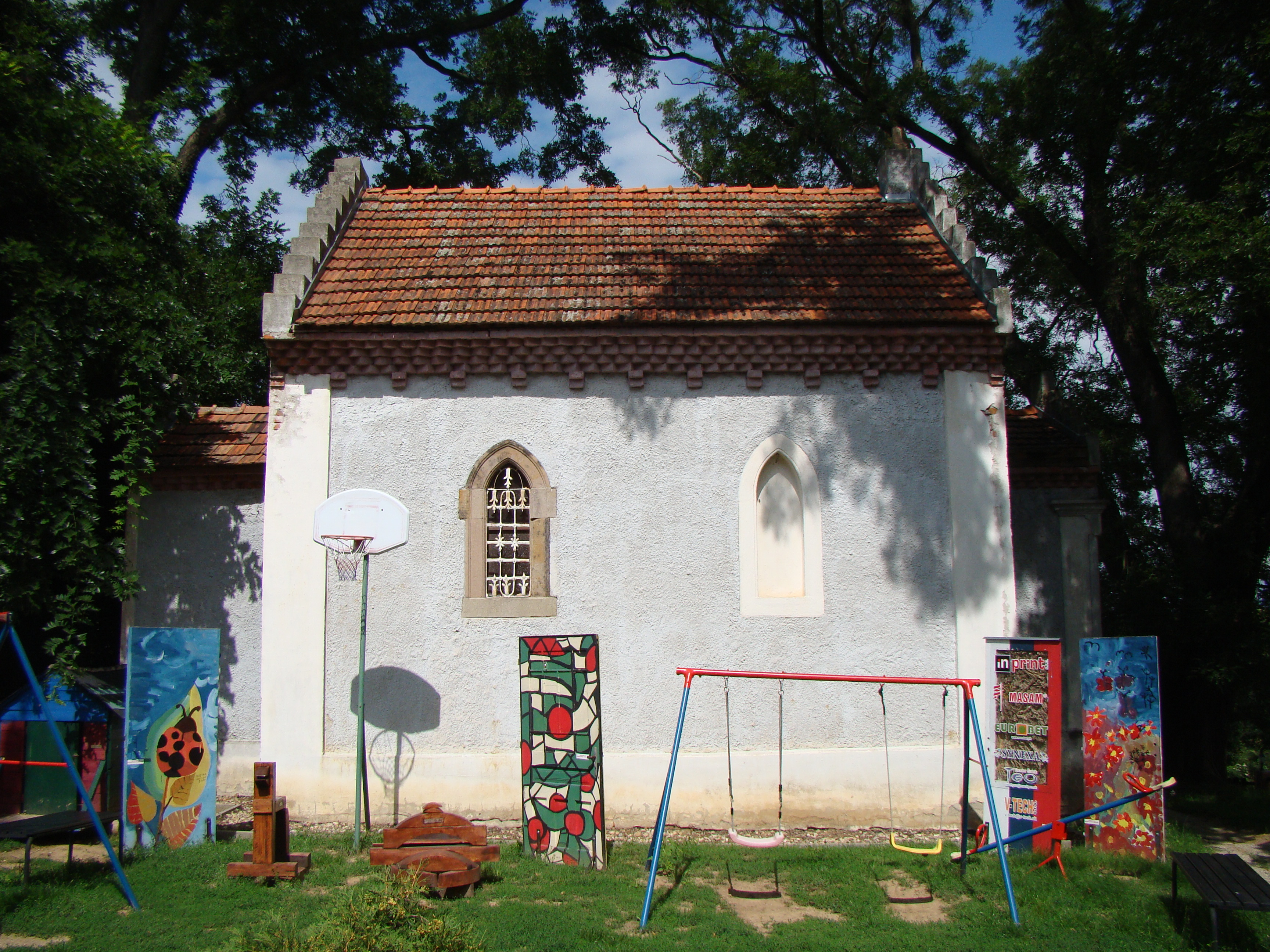
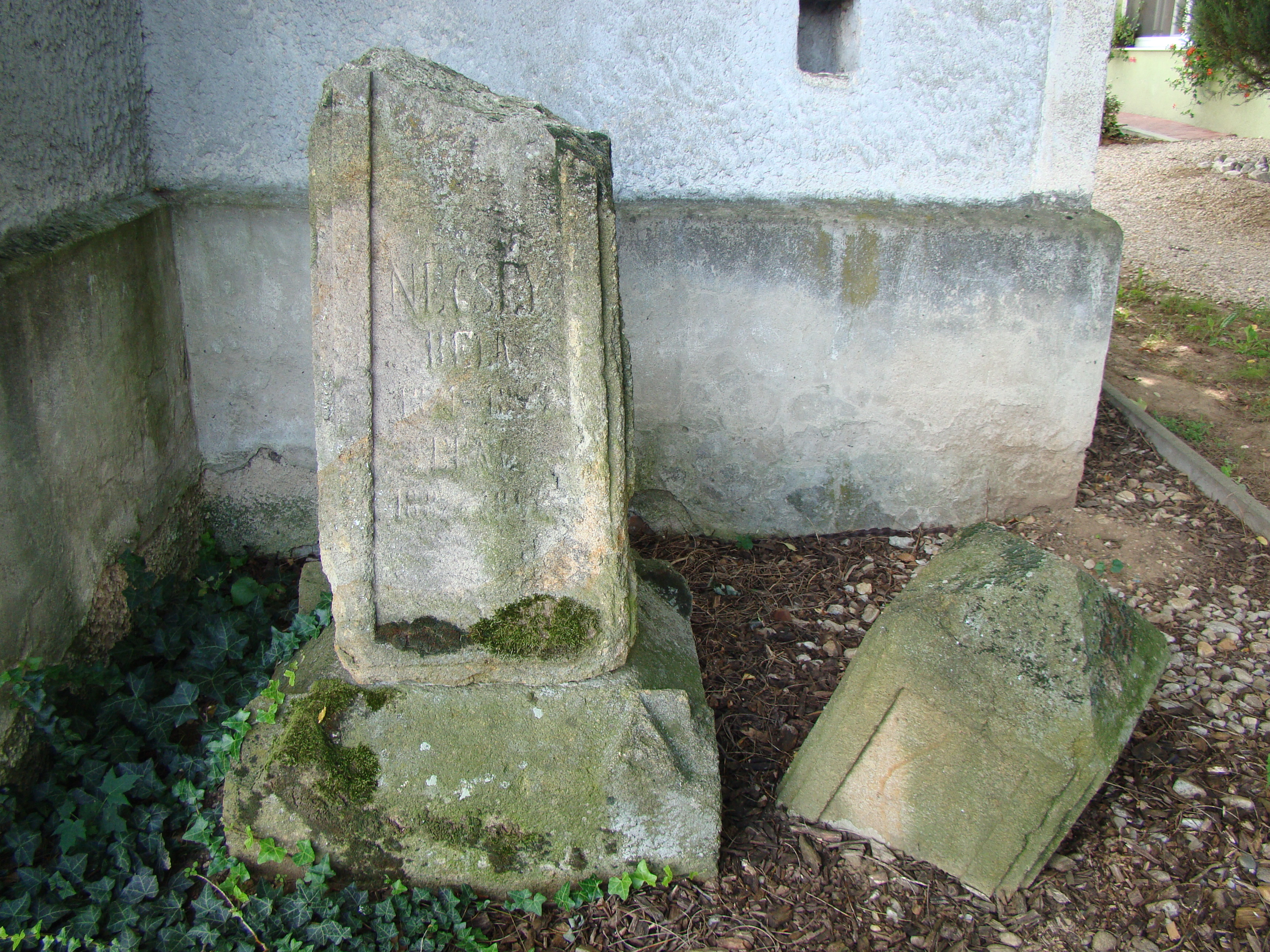
Béla sírköve